# 永露元稀
永露 元稀（えいろ もとき、1996年6月8日 - ）は、日本の男子プロバレーボール選手である。

## 来歴
福岡県春日市出身。小学4年生の頃、いとこに誘われたことをきっかけにバレーボールを始める。
東福岡高等学校を経て東海大学に進学。大学に入ってから本格的にセッターに転向した。大学1年である2015年、U-23日本代表に選出され、5月に開催されたアジアU-23選手権に出場した。また、U-21代表にも選出され、9月に開催された世界ジュニア選手権にも出場した。
2018年、セッターとして日本代表登録メンバーに選出された。8月に、アジア競技大会に出場した。同年、豊田合成トレフェルサ（現・ウルフドッグス名古屋）の内定選手となり、試合にも出場を果たした。2019年、大学を卒業してから豊田合成に入団。
2021-22シーズン、新監督のクリストファー・マクガウンよりスタメンセッターに抜擢される。チームの天皇杯優勝とV1準優勝に貢献した。優勝まであと1勝と迫りながら完敗で準優勝となったファイナルの最終戦（サントリーサンバーズ戦）では、試合後に自身の責任を強く感じ涙を流した。また、マクガウンからはブロックの徹底指導も受け、ブロック力が強化された。
2022年、日本代表登録メンバーに選出された。監督のフィリップ・ブランが掲げるブロック強化において待望の長身セッターとして注目を受ける。同年のネーションズリーグに出場。AVCカップにも出場した。また、同年5月末に豊田合成を退社してウルフドッグス名古屋とプロ契約を結び、6月1日よりプロバレーボール選手となった（同年9月6日に自身のSNSで報告）。
2024年5月10日、ウルフドックス名古屋からの退団が発表され、6月5日にパナソニックパンサーズ（7月より大阪ブルテオン）への入団が発表された。
2025年5月、AVCチャンピオンズリーグ終了をもってブルテオンとの契約満了が発表された。27日に広島サンダーズ入団が発表された。

## 球歴
- ジュニア日本代表(U-23)
  - アジアU-23選手権 - 2015年
  - 世界ジュニア選手権 - 2015年
- 日本代表 （2018年、2023年-）
  - ネーションズリーグ - 2022年、2023年、2025年
  - アジア競技大会 - 2018年
  - AVCカップ - 2022年

## 所属チーム
- 東福岡高等学校（2012-2015年）
- 東海大学 （2015-2019年）
- ウルフドッグス名古屋（2019-2024年）
- 大阪ブルテオン（2024-2025年）
- 広島サンダーズ（2025年-）